# Барятинский, Иван Михайлович Манка
Иван Михайлович Барятинский Манка (ум. 2 (12) октября 1636) —  князь, голова, воевода, наместник и дипломат в Смутное время и во времена правления Михаила Фёдоровича.
Сын князя и воеводы Михаила Фёдоровича Барятинского.

## Биография
Впервые упомянут по Суздалю с окладом 400 четвертей (1596—1604). В 1598 году упоминается в числе выборных детей боярских из городов. В 1600—1601 гг. был воеводою в г. Березове. На свадьбе Лжедмитрия I упомянут в числе поезжан (8 мая 1606).
В конце 1613 года в звании дворянина и наместника Брянского, с дьяком Гавр. Богдановым, был послан к датскому королю Христиану с извещением о вступлении на престол царя Михаила Фёдоровича.
В 1615 года был послан в Астрахань для сыску воровских людей Встречал английского посла, за тем потчивал и ел с ним, за что получил прозвание Манка (8 июня 1617).
Первый воевода в Путивле (1618—1619). Жаловался на Владимирский Рождественский монастырь, что тот завладел вотчиной его тестя —  Замятни Бестужева (1620). Послан в Белёв и Мценск для разбора дворян и детей боярских на государеву службу (1621). В связи с ногайской угрозой послан под Серпухов полковым головою с ратными людьми (июль 1622), в этом же году производил разбор Карачаевских дворян и детей боярских. В 1622 году под его начальством послан был отряд детей боярских в Серпухов, ввиду ожидавшегося нападения нагайцев, «чтобы воинские люди Оки реки безвестно не перелезли». 
Воевода в Ельце (1623), Великих Луках (1624—1626). Приглашён к Государеву столу (12 июля 1626). Государь его пожаловал и велел отпустить на Соловки (02 марта 1627). Воевода в Вязьме (1628—1629). Обедал за столом Государя (5 апреля, 8 и 9 мая, 28 июля 1629). Участвовал в церемонии встречи голландского посла (4 марта 1631). Участвовал в приёме шведских послов (май-июнь 1631).
Состоял у Государева дела: 18 ноября 1632 году ему вверены были охрана и распоряжение провиантом (хлебными и мясными запасами), собранным из городов для войска, отправленного против поляков в Смоленск. Ездил в Азов для встречи турецкого посла (1632), в том же году встречал Голштинского посла. Судья в Приказе немецких кормов (1633). При охране Москвы находился воеводой у Всесвятских ворот (июнь 1633). Состоял заведующим запасами в Москве (1633-1634). Участвовал на параде приёма литовского посла и выставил ещё трёх человек (14 января 1634). Заседал в Приказе немецких кормов (1636). 
Владел вотчинами в Суздальском уезде: Покровское, Тебяково, Дягилево, Кузнецово, Баркунино, Шелявино, Григорово, Андрониково, Данильцево, Петровское и Федино. Бездетен.
Умер 2 (12) октября 1636 года.